# Daternomina ikathan
Daternomina ikathan is een schietmot uit de familie Ecnomidae. De soort komt voor in het Australaziatisch gebied.